# Dracoglossum plantagineum
Dracoglossum plantagineum là một loài thực vật có mạch trong họ Dryopteridaceae. Loài này được (Jacq.) Christenh. mô tả khoa học đầu tiên năm 2007.